# Esports World Cup 2024 – PUBG: Battlegrounds
Trò chơi PUBG: Battlegrounds là 1 bộ môn thi đấu tại Esports World Cup 2024, tổ chức tại Riyadh, Ả Rập Xê Út, từ ngày 21 đến ngày 25 tháng 8 năm 2024. Có tổng cộng 24 đội tham gia giải đấu này.

## Thể thức

### Vòng bảng
- 24 đội sẽ được chia thành 3 bảng, mỗi bảng 8 đội và các bảng lần lượt thi đấu với nhau.
- Thi đấu theo thể thức tính điểm.
- 16 đội có điểm số cao nhất lọt vào Vòng Chung kết.
- 8 đội còn lại bị loại khỏi giải đấu.

### Vòng Chung kết
- 16 đội tham gia thi đấu 12 trận tính điểm.
- Các đội được xếp hạng theo tổng số điểm được họ giành được trong loạt trận.

## Các đội tham gia
| Khu vực    | Đội                |
| ---------- | ------------------ |
| GPR        | Twisted Minds      |
| GPR        | CERBERUS Esports   |
| GPR        | eArena             |
| GPR        | Natus Vincere      |
| GPR        | Petrichor Road     |
| GPR        | Soniqs             |
| GPR        | Virtus.pro         |
| GPR        | NewHappy           |
| Châu Âu    | FaZe Clan          |
| Châu Âu    | BetBoom Team       |
| Châu Âu    | Gaimin Gladiators  |
| Châu Mỹ    | Team Falcons       |
| Châu Mỹ    | TSM                |
| Châu Mỹ    | Luna Galaxy        |
| Hàn Quốc   | T1                 |
| Hàn Quốc   | Freecs             |
| Hàn Quốc   | Danawa e-sports    |
| Trung Quốc | 17 Gaming          |
| Trung Quốc | 4 Angry Men        |
| Trung Quốc | Tianba Esports     |
| APAC       | The Expendables    |
| APAC       | All Gamers Global  |
| APAC       | Daytrade Gaming    |
| APAC       | Valee Thai Esports |

## Địa điểm thi đấu
Nhà thi đấu BR, một nhà thi đấu thể thao điện tử được xây dựng có mục đích dành cho Cúp thể thao điện tử thế giới ở Thành phố Boulevard, Riyadh, tổ chức tất cả các trận đấu trong suốt giải đấu.
| Ả Rập Xê Út                | Ả Rập Xê Út         | Ả Rập Xê Út | Ả Rập Xê Út |
| -------------------------- | ------------------- | ----------- | ----------- |
| Riyadh Thành phố Boulevard |                     |             |             |
| Nhà thi đấu BR             |                     |             |             |
|                            | Thành phố Boulevard |             |             |

## Vòng bảng

### Bảng đấu
| Bảng A            | Bảng B             | Bảng C            |
| ----------------- | ------------------ | ----------------- |
| Danawa e-sports   | 17 Gaming          | All Gamers Global |
| Daytrade Gaming   | CERBERUS Esports   | BetBoom Team      |
| Gaimin Gladiators | FaZe Clan          | eArena            |
| NewHappy          | 4 Angry Men        | Luna Galaxy       |
| Soniqs            | Freecs             | Petrichor Road    |
| The Expendables   | Natus Vincere      | T1                |
| Tianba Esports    | Team Falcons       | TSM               |
| Twisted Minds     | Valee Thai Esports | Virtus.pro        |

### Kết quả
| VT | Đội                | A-B | B-C | A-C | ĐT  | Trạng thái             |
| -- | ------------------ | --- | --- | --- | --- | ---------------------- |
| 1  | All Gamers Global  | -   | 46  | 61  | 107 | Lọt vào Vòng Chung kết |
| 2  | TSM                | -   | 56  | 40  | 96  | Lọt vào Vòng Chung kết |
| 3  | The Expendables    | 44  | -   | 50  | 94  | Lọt vào Vòng Chung kết |
| 4  | Danawa e-sports    | 45  | -   | 46  | 91  | Lọt vào Vòng Chung kết |
| 5  | Freecs             | 27  | 62  | -   | 89  | Lọt vào Vòng Chung kết |
| 6  | 17 Gaming          | 49  | 37  | -   | 86  | Lọt vào Vòng Chung kết |
| 7  | BetBoom Team       | -   | 32  | 52  | 84  | Lọt vào Vòng Chung kết |
| 8  | Soniqs             | 29  | -   | 49  | 78  | Lọt vào Vòng Chung kết |
| 9  | Daytrade Gaming    | 20  | -   | 57  | 77  | Lọt vào Vòng Chung kết |
| 10 | Tianba Esports     | 30  | -   | 44  | 74  | Lọt vào Vòng Chung kết |
| 11 | Natus Vincere      | 36  | 38  | -   | 74  | Lọt vào Vòng Chung kết |
| 12 | Team Falcons       | 56  | 17  | -   | 73  | Lọt vào Vòng Chung kết |
| 13 | Valee Thai Esports | 41  | 32  | -   | 73  | Lọt vào Vòng Chung kết |
| 14 | FaZe Clan          | 21  | 44  | -   | 65  | Lọt vào Vòng Chung kết |
| 15 | CERBERUS Esports   | 32  | 28  | -   | 60  | Lọt vào Vòng Chung kết |
| 16 | Petrichor Road     | -   | 38  | 18  | 56  | Lọt vào Vòng Chung kết |
| 17 | 4 Angry Men        | 20  | 35  | -   | 55  | Bị loại                |
| 18 | Twisted Minds      | 41  | -   | 13  | 54  | Bị loại                |
| 19 | T1                 | -   | 33  | 18  | 51  | Bị loại                |
| 20 | NewHappy           | 43  | -   | 7   | 50  | Bị loại                |
| 21 | eArena             | -   | 9   | 36  | 45  | Bị loại                |
| 22 | Luna Galaxy        | -   | 15  | 29  | 44  | Bị loại                |
| 23 | Virtus.pro         | -   | 24  | 11  | 35  | Bị loại                |
| 24 | Gaimin Gladiators  | 15  | -   | 18  | 33  | Bị loại                |

## Vòng Chung kết
| Vị trí | Đội                | Điểm tổng | Trạng thái |
| ------ | ------------------ | --------- | ---------- |
| 1      | Soniqs             | 113       | Quán quân  |
| 2      | Petrichor Road     | 109       | Á quân     |
| 3      | FaZe Clan          | 104       | Hạng 3     |
| 4      | TSM                | 98        | Hạng 4     |
| 5      | Freecs             | 86        |            |
| 6      | Danawa e-sports    | 78        |            |
| 7      | Daytrade Gaming    | 77        |            |
| 8      | 17 Gaming          | 65        |            |
| 9      | All Gamers Global  | 53        |            |
| 10     | Natus Vincere      | 53        |            |
| 11     | Team Falcons       | 50        |            |
| 12     | Tianba Esports     | 43        |            |
| 13     | The Expendables    | 41        |            |
| 14     | BetBoom Team       | 39        |            |
| 15     | CERBERUS Esports   | 38        |            |
| 16     | Valee Thai Esports | 26        |            |

## Thứ hạng
| Thứ hạng | Đội tuyển          | Giải thưởng (%) | Giải thưởng (USD) | Điểm EWC |
| -------- | ------------------ | --------------- | ----------------- | -------- |
| 1        | Soniqs             | 35%             | $700,000          | 1000     |
| 2        | Petrichor Road     | 17,5%           | $350,000          | 600      |
| 3        | FaZe Clan          | 10,5%           | $210,000          | 350      |
| 4        | TSM                | 7,5%            | $150,000          | 200      |
| 5        | Freecs             | 5%              | $100,000          | 110      |
| 6        | Danawa e-sports    | 3,85%           | $77,000           | 70       |
| 7        | Daytrade Gaming    | 2,8%            | $56,000           | 40       |
| 8        | 17 Gaming          | 2,05%           | $41,000           | 20       |
| 9        | All Gamers Global  | 1,65%           | $33,000           |          |
| 10       | Natus Vincere      | 1,55%           | $31,000           |          |
| 11       | Team Falcons       | 1,45%           | $29,000           |          |
| 12       | Tianba Esports     | 1,35%           | $27,000           |          |
| 13       | The Expendables    | 1,25%           | $25,000           |          |
| 14       | BetBoom Team       | 1,15%           | $23,000           |          |
| 15       | CERBERUS Esports   | 1,05%           | $21,000           |          |
| 16       | Valee Thai Esports | 0,95%           | $19,000           |          |
| 17       | 4 Angry Men        | 0,85%           | $17,000           |          |
| 18       | Twisted Minds      | 0,8%            | $16,000           |          |
| 19       | T1                 | 0,75%           | $15,000           |          |
| 20       | NewHappy           | 0,7%            | $14,000           |          |
| 21       | eArena             | 0,65%           | $13,000           |          |
| 22       | Luna Galaxy        | 0,6%            | $12,000           |          |
| 23       | Virtus.pro         | 0,55%           | $11,000           |          |
| 24       | Gaimin Gladiators  | 0,5%            | $10,000           |          |